# 森尼班克
Sunnybank 為主要布里斯本華人聚集地，有多家亞洲餐館，中國道地食物，台灣餐館，是旅居澳大利亞的思鄉好地方。